# Black Beach
Pour le film, voir Black Beach (film).
Black Beach est une prison située à Malabo, en Guinée équatoriale. Elle a acquis une réputation de négligences et de violences systématiques envers les prisonniers. Les traitements médicaux sont généralement refusés et les rations de nourritures y sont apparemment faibles,.
Le président de la Guinée équatoriale Teodoro Obiang Nguema Mbasogo est l’ancien directeur de la prison. Il y fait exécuter son oncle et prédécesseur, Francisco Macías Nguema en 1979, à la suite du coup d'État de 1979.